# Pharmaziestudium
Das Pharmaziestudium ist Teil der pharmazeutischen Ausbildung im Rahmen der Approbationsordnung für Apotheker. Die Approbation ist in Deutschland gemäß Bundes-Apothekerordnung (BApO) notwendig, um den Beruf des Apothekers ausüben zu dürfen. Im Jahr 2005 waren an deutschen Universitäten 12.358 Pharmaziestudierende eingeschrieben. Im selben Jahr gab es 1.534 Pharmaziepraktikanten.

Das Studium ist zulassungsbeschränkt, d. h., die Studienplatzvergabe erfolgt durch die Stiftung für Hochschulzulassung (SfH; ehem. ZVS). An einigen deutschen Universitäten wird für die Zulassung ab 2020 der fachspezifische Studieneignungstest PhaST verwendet. Die Regelstudienzeit beträgt acht Semester; im Durchschnitt benötigten Pharmaziestudenten allerdings neun Semester für ihren Abschluss.

Die Approbationsordnung für Apotheker (AAppO) gibt die Einteilung in Grund- und Hauptstudium, die Inhalte des Studiums sowie die drei Abschnitte der Pharmazeutischen Prüfung vor. Jede Universität erlässt darüber hinaus noch eine eigene Studienordnung, in welcher der genaue Ablauf, die Abfolge und die Zulassung zu den Lehrveranstaltungen geregelt sind.

## Gliederung der pharmazeutischen Ausbildung
Die pharmazeutische Ausbildung gliedert sich in ein Studium von vier Jahren an einer Universität, eine Famulatur von acht Wochen, eine praktische Ausbildung von zwölf Monaten und die Pharmazeutische Prüfung, die in drei Teilabschnitten abzulegen ist.
Der Inhalt des Universitätsstudiums ist durch die Approbationsordnung festgelegt und umfasst zehn Stoffgebiete. Im Grundstudium werden Grundbegriffe der Naturwissenschaften vermittelt. Erst im Hauptstudium werden spezielle pharmazeutische Inhalte gelehrt.
- Stoffgebiet A behandelt in 462 Unterrichtsstunden die Themen allgemeine, anorganische und organische Chemie
- Stoffgebiet B behandelt in 392 Unterrichtsstunden die Pharmazeutische Analytik
- Stoffgebiet C behandelt in 280 Unterrichtsstunden Mathematik, physikalische Grundlagen und Arzneiformenlehre
- Stoffgebiet D behandelt in 392 Unterrichtsstunden Grundlagen der allgemeinen und Humanbiologie
- Stoffgebiet E behandelt in 196 Unterrichtsstunden Biochemie und Pathobiochemie
- Stoffgebiet F behandelt in 364 Unterrichtsstunden Pharmazeutische Technologie und Biopharmazie
- Stoffgebiet G behandelt in 238 Unterrichtsstunden Biogene Arzneistoffe
- Stoffgebiet H behandelt in 420 Unterrichtsstunden Medizinische Chemie und Arzneistoffanalytik
- Stoffgebiet I behandelt in 406 Unterrichtsstunden Pharmakologie und Klinische Pharmazie
- Stoffgebiet K umfasst das in 112 Unterrichtsstunden abzuleistende Wahlpflichtfach

Die Anzahl der Unterrichtsstunden für die einzelnen Stoffgebiete kann je nach Universität bzw. Matrikel leicht variieren, da laut Approbationsordnung Veranstaltungen aus einem Stoffgebiet auch in einem anderen gehalten werden können. Die Stoffgebiete A bis D werden im Grundstudium unterrichtet, welches mit dem ersten Abschnitt der Pharmazeutischen Prüfung abgeschlossen wird. Der erste Prüfungsabschnitt besteht aus vier zu den jeweiligen Stoffgebieten gehörenden Prüfungen, welche einzeln zu absolvieren sind. Bei diesen Prüfungen handelt es sich um Multiple-Choice-Fragen, die vom IMPP erstellt werden. Bis zum Ablegen des ersten Prüfungsabschnitts muss auch die Famulatur von acht Wochen erfolgt sein. In der Regel wird diese in zwei Teile aufgeteilt. Mindestens vier Wochen müssen in einer öffentlichen Apotheke abgeleistet werden. Die anderen vier Wochen können abweichend in einer Krankenhausapotheke, einer Bundeswehrapotheke, in der pharmazeutischen Industrie, bei Behörden oder einem Universitätsinstitut durchgeführt werden. Versäumte Tage (z. B. durch Krankheit) sind nachzuholen.
Die Stoffgebiete E bis I werden im Hauptstudium vermittelt:
- Biochemie und Pathobiochemie (Stoffgebiet E)
- Pharmazeutische Technologie und Biopharmazie (Stoffgebiet F)
- Biogene Arzneistoffe (Stoffgebiet G)
- Medizinische Chemie und Arzneistoffanalytik (Stoffgebiet H)
- Pharmakologie und Klinische Pharmazie (Stoffgebiet I)

Ein zusätzliches Stoffgebiet K muss zusätzlich im Hauptstudium als Wahlpflichtfach belegt werden, wobei sich die angebotenen Fächer und die Kapazitäten je nach Universitätsort unterscheiden. Mit dem Bestehen des zweiten Abschnitts der Pharmazeutischen Prüfung, welcher mündlich nach dem achten Semester abgelegt wird, endet die universitäre Regelstudienzeit.
Nach dem Studium müssen angehende Apotheker als „Pharmazeut im Praktikum“ ein Praktisches Jahr absolvieren. Die Hälfte davon muss in einer öffentlichen Apotheke abgeleistet werden, die andere Hälfte kann im Krankenhaus, der Pharmazeutischen Industrie, an der Universität oder bei sonstigen Einrichtungen unter der Aufsicht eines Apothekers abgeleistet werden. Während des Praktischen Jahres (kurz PJ) finden unterrichtsbegleitende Seminare statt, die den Praktikanten auf die Abschlussprüfung vorbereiten sollen. Nach dem erfolgreichen Abschluss der dritten Teilprüfung kann man die Approbation bei der zuständigen Behörde beantragen, sofern man alle Unterlagen vorweisen kann. Dies ist aber von Bundesland zu Bundesland unterschiedlich geregelt.

## Besonderheiten
An den meisten Universitäten gibt es im Hauptstudium sogenannte Ringvorlesungen (auch Hauptvorlesungen). Hier wird eine Vorlesung über die vier Semester des Hauptstudiums gehalten und von allen Studenten im Hauptstudium gehört. Verpasst ein Student eine Vorlesung, muss er also zwei Jahre warten, bis sie wieder gelesen wird.
Im Studium war bis zur aktuellen Approbationsordnung mit der Einführung des Wahlpflichtfachs keine Spezialisierung möglich. 
Die Pharmaziestudenten müssen bis heute keine wissenschaftliche Abschlussarbeit anfertigen, können aber nach abgeschlossenem Studium der Pharmazie zum Beispiel in den Naturwissenschaften promovieren (Dr. rer. nat.). An einigen Universitäten (beispielsweise in Greifswald und Leipzig) können durch ein Aufbaustudium die akademischen Grade Diplom und/oder Master noch zusätzlich erlangt werden.

## Entwicklung in Deutschland
1725 wurde die Apothekerausbildung in Preußen erstmals geregelt. Als Vater der wissenschaftlichen Ausbildung von Apothekern galt zu dieser Zeit der Chemiker und Apotheker Caspar Neumann (1683–1737). 1875 wurde die Hochschulausbildung in Preußen vereinheitlicht und ein dreisemestriges Studium verpflichtend. Ab 1898 konnten auch Frauen studieren. Das Abitur wurde ab 1921 zur Studienaufnahme verpflichtend.

## Universitäten in Deutschland
- Albert-Ludwigs-Universität Freiburg
- Christian-Albrechts-Universität Kiel
- Eberhard Karls Universität Tübingen
- Universität Greifswald
- Freie Universität Berlin
- Friedrich-Alexander-Universität Erlangen
- Friedrich-Schiller-Universität Jena
- Heinrich-Heine-Universität Düsseldorf
- Johann Wolfgang Goethe-Universität Frankfurt
- Johannes Gutenberg-Universität Mainz
- Julius-Maximilians-Universität Würzburg
- Ludwig-Maximilians-Universität München
- Martin-Luther-Universität Halle-Wittenberg
- Philipps-Universität Marburg
- Rheinische Friedrich-Wilhelms-Universität Bonn
- Ruprecht-Karls-Universität Heidelberg
- Technische Universität Braunschweig
- Universität des Saarlandes
- Universität Hamburg
- Universität Leipzig
- Universität Regensburg
- Westfälische Wilhelms-Universität Münster

Alle Fachschaften der Pharmazie sind im Bundesverband der Pharmaziestudierenden (BPhD) organisiert.

## Universitäten in Österreich
- Universität Wien
- Universität Graz
- Universität Innsbruck
- Paracelsus Medizinische Privatuniversität Salzburg

## Universitäten in Ungarn
- Semmelweis-Universität, Budapest